# 화홍중학교
화홍중학교(華虹中學校)는 대한민국 경기도 수원시 권선구 권선동에 있는 공립 중학교이다.

## 학교 연혁
- 2001년 1월 5일 : 화홍중학교 설립인가
- 2001년 3월 2일 : 초대 변응배 교장 취임
- 2001년 3월 5일 : 제1회 신입생 입학(10학급 배정 438명)
- 2004년 2월 13일 : 제1회 졸업장 수여식(10학급 447명 배출)
- 2022년 9월 1일 : 제8대 석광균 교장 취임
- 2024년 1월 5일 : 제21회 졸업장 수여식(9학급 297명 배출)
- 2024년 3월 4일 : 제24회 신입생 입학식(9학급 300명 배정)

## 참고 자료
- 화홍중학교 - 한국교육학술정보원 학교알리미